# Président de la république du Malawi
Le président de la république du Malawi (en anglais : President of the Republic of Malawi ; en chewa : Mtsogoleri wa Dziko la Malawi) est le chef de l'État et gouvernement du Malawi. Le président dirige le pouvoir exécutif du gouvernement du Malawi et est le commandant en chef de la Force de défense du Malawi.
L'actuel titulaire de la fonction est Lazarus Chakwera depuis le 28 juillet 2020.

## Histoire
Le 6 juillet 1964, le Nyasaland devient indépendant de la domination britannique et se rebaptise Malawi, avec Élisabeth II comme reine. En vertu de la nouvelle constitution en 1966, le Malawi devient une république et son Premier ministre Hastings Banda en devient le premier président. En vertu des constitutions de 1966, 1994 et 1995 du pays, le président est le chef exécutif de l'État et du gouvernement. Le premier président est élu par l'Assemblée nationale, cependant les présidents successifs sont tous élus au suffrage universel direct pour un mandat de cinq ans.

## Système électoral

### Actuel
Le président de la République est élu au scrutin uninominal majoritaire à deux tours pour un mandat de cinq ans, renouvelable une fois consécutivement. Si aucun candidat ne recueille la majorité absolue des suffrages exprimés, un second tour est organisé entre les deux candidats arrivés en tête, et celui recueillant le plus de suffrages est déclaré élu,.

### Précédent
De 1994 à 2020, le président de la République est élu au scrutin uninominal majoritaire à un tour. Cependant à la suite de fraude électorale lors de l'élection présidentielle de 2019, le scrutin est annulé début février 2020 par la Cour constitutionnelle qui convoque une nouvelle élection l'année suivante. La cour impose par ailleurs l'utilisation du scrutin uninominal majoritaire à deux tours, tel que prévu avant la modification de la loi électorale par le Parlement en 2018,.